# Прудников, Владимир Николаевич
Владимир Николаевич Прудников (1911—1988) — железнодорожник, Герой Социалистического Труда (1959).

## Биография
Владимир Прудников родился 27 мая 1911 года в Вязьме. Окончил начальную школу и школу рабочей молодёжи. С 1929 года работал кочегаром, слесарем в Вяземском паровозном депо, затем стал помощником машиниста поезда. В 1933—1935 годах проходил службу в Рабоче-крестьянской Красной Армии. Окончил полковую школу. Демобилизовавшись, работал машинистом паровоза. В годы Великой Отечественной войны занимался перевозками войск и боевой техники.
В 1946 году Прудников вернулся в Вязьму, где работал машинистом, секретарём партбюро паровозных бригад, инструктором по вождению паровозов и тепловозов в паровозном депо станции «Вязьма». Обучал молодых специалистов железнодорожному делу.
Указом Президиума Верховного Совета СССР от 1 августа 1959 года за «выдающиеся успехи в развитии железнодорожного транспорта» Владимир Прудников был удостоен высокого звания Героя Социалистического Труда с вручением ордена Ленина и медали «Серп и Молот».
В 1971 году Прудников вышел на пенсию. Активно занимался общественной деятельностью, избирался делегатом XXII съезда КПСС, членом Вяземского городского комитета КПСС, депутатом горсовета. Скончался 17 июля 1982 года, похоронен на Екатерининском кладбище Вязьмы.
Был также награждён орденами Отечественной войны 2-й степени и Трудового Красного Знамени, рядом медалей.